# 薩沃寧

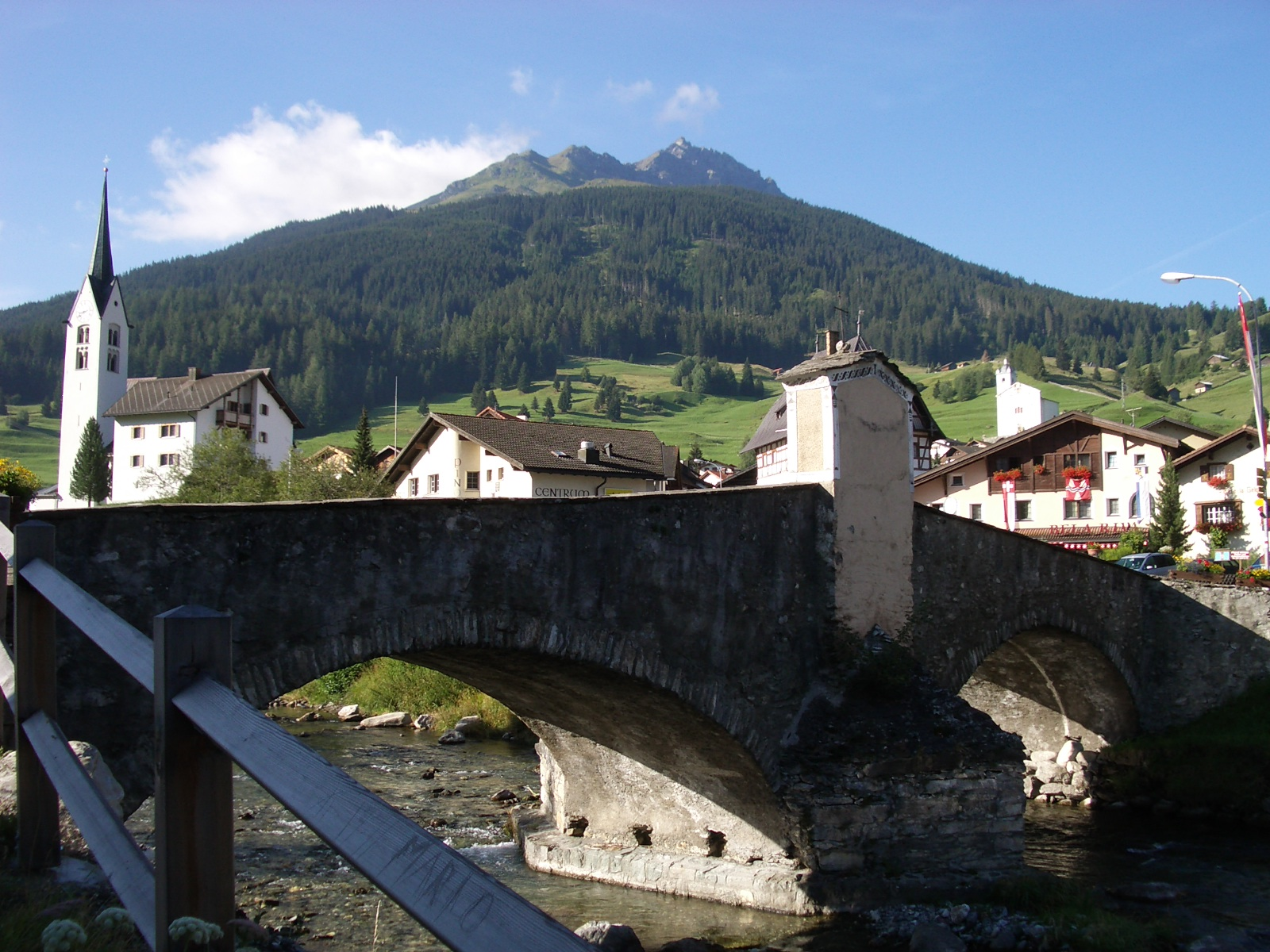

薩沃寧是瑞士的城鎮，位於該國東部，由格勞賓登州負責管轄，面積22.24平方公里，海拔高度1,207米，2011年人口977，超過一半居民使用羅曼什語，人口密度每平方公里44人。